# Yuanzheng
Yuanzheng (en chino : 远征 ; en pinyin : Yuǎn Zhēng ; literalmente significa: 'Expedición') es una etapa superior reiniciable desarrollada por la Academia China de Tecnología de Vehículos de Lanzamiento (CALT) para la familia de cohetes Larga Marcha.

## Finalidad
La etapa Yuanzheng permite a los vehículos de lanzamiento chinos desplegar cargas útiles directamente en órbitas de alta energía como la órbita terrestre media (MEO) y la órbita geosíncrona (OSG). Dado que la tercera etapa del Larga Marcha no puede reiniciarse, no puede circular una órbita OSG o GEO desde una órbita de transferencia geosíncrona ( GTO ). Con su capacidad de reinicio, Yuanzheng ha permitido el despliegue de pares de satélites para el sistema de navegación por satélite BeiDou en MEO y los satélites de comunicaciones en GSO. Esto elimina la necesidad de que la nave espacial incluya un motor de apogeo líquido o un motor de retroceso de apogeo.

## Características
Yuanzheng tiene un empuje de 6.5 kN con un impulso específico de 315.5 segundos. Utiliza los propergoles hipergólicos almacenables a temperatura ambiente: dimetilhidrazina asimétrica (UDMH) y tetraóxido de dinitrógeno ( N2 O4), y puede realizar al menos dos encendidos dentro de su vida útil nominal de 6,5 horas, suficiente para alcanzar el apogeo de la órbita de transferencia y realizar el encendido de circularización desde allí.

## Variantes
El Yuanzheng se presentó en un artículo de 2013 y realizó su primera misión el 30 de mayo de 2015. El primer vuelo del Larga Marcha 7 en 2016 incluyó una versión mejorada llamada Yuanzheng-1A que puede desplegar de manera flexible múltiples cargas útiles en varias órbitas. Posteriormente se implementaron otras variantes para Larga Marcha 5 (YZ-2) en 2016, Larga Marcha 2C (YZ-1S) y Larga Marcha 2D (YZ-3) en 2018.
Actualmente, se sabe que hay cinco versiones:
- Yuanzheng-1 (o YZ-1) ( chino : 远征 一号 ; pinyin : Yuǎn Zhēng Yī Hào ; literalmente: 'Expedición uno'): Versión inicial utilizada con el Larga Marcha 3. Podría realizar misiones de 6.5 horas, hacer dos igniciones, realizar una operación de despliegue de naves espaciales.[4][5]
- Yuanzheng-1A (o YZ-1A) ( chino : 远征 一号 甲 ; pinyin : Yuǎn Zhēng Yī Hào Jiǎ ; literalmente: 'Expedition One A'): versión mejorada utilizada con el Larga Marcha 7. Versión mejorada con vida útil extendida a 48 hs, capacidad para realizar al menos 9 igniciones y capacidad para realizar 7 eventos de separación diferentes. También incluye un sistema de control térmico mejorado, algoritmos de guía y planificación de órbita para múltiples misiones de despliegue de carga útil. Se utilizará como sistema base para futuras etapas de propulsión en el espacio profundo, remolcadores espaciales y servicio orbital y naves espaciales de remoción de escombros.[4][6]
- Yuanzheng-1S (o YZ-1S) ( chino : 远征 一号 商业 型 ; pinyin : Yuǎn Zhēng Yī Hào Shāng Yè Xíng ; literalmente: 'Expedition One Commercial Version'): Versión mejorada utilizada con Larga Marcha 2C .
- Yuanzheng-2 (o YZ-2) ( chino : 远征 二号 ; pinyin : Yuǎn Zhēng Èr Hào ; literalmente: 'Expedición Dos'): Versión utilizada con la etapa superior del Larga Marcha 5 de 5,2 m.[7]
- Yuanzheng-3 (o YZ-3) ( chino : 远征 三号 ; pinyin : Yuǎn Zhēng Sān Hào ; literalmente: 'Expedición Tres'): Nueva versión utilizada con el Larga Marcha 2D .

## Lanzamientos
| N.º | Fecha (UTC)      | Cohete            | Modelo | Lugar de lanzamiento | Misión                                    | Resultado |
| --- | ---------------- | ----------------- | ------ | -------------------- | ----------------------------------------- | --------- |
| 01  | 30-03-2015 13:52 | Larga Marcha 3C   | YZ-1   | Xichang              | BDS I1-S                                  | Éxito     |
| 02  | 25-07-2015 12:29 | Larga Marcha 3B   | YZ-1   | Xichang              | BDS M1-S / BDS M2-S                       | Éxito     |
| 03  | 01-02-2016 07:29 | Larga Marcha 3C   | YZ-1   | Xichang              | BDS M3-S                                  | Éxito     |
| 04  | 25-06-2016 12:00 | Larga Marcha 7    | YZ-1A  | Wenchang             | Misión inaugural                          | Éxito     |
| 05  | 3-11-2016 12:43  | Larga Marcha 5    | YZ-2   | Wenchang             | Misión inaugural                          | Éxito     |
| 06  | 5-11-2017 11:45  | Larga Marcha 3B   | YZ-1   | Xichang              | BDS-3 M1 BDS-3 M2                         | Éxito     |
| 07  | 11-01-2018 23:18 | Larga Marcha 3B   | YZ-1   | Xichang              | BDS-3 M7 BDS-3 M8                         | Éxito     |
| 08  | 12-02-2018 05:03 | Larga Marcha 3B   | YZ-1   | Xichang              | BDS-3 M3 BDS-3 M4                         | Éxito     |
| 09  | 29-03-2018 17:56 | Larga Marcha 3B   | YZ-1   | Xichang              | BDS-3 M9 BDS-3 M10                        | Éxito     |
| 10  | 2018-07-29 01:48 | Larga Marcha 3B   | YZ-1   | Xichang              | BDS-3 M5 BDS-3 M6                         | Éxito     |
| 11  | 24-08-2018 23:52 | Larga Marcha 3B   | YZ-1   | Xichang              | BDS-3 M11 BDS-3 M12                       | Éxito     |
| 12  | 19-09-2018 14:07 | Larga Marcha 3B   | YZ-1   | Xichang              | BDS-3 M13 BDS-3 M14                       | Éxito     |
| 13  | 09-10-2018 02:43 | Larga Marcha 2C   | YZ-1S  | Jiuquan              | Yaogan 32A, 32B                           | Éxito     |
| 14  | 15-10-2018 04:23 | Larga Marcha 3B   | YZ-1   | Xichang              | BDS-3 M15 BDS-3 M16                       | Éxito     |
| 15  | 18-11-2018 18:00 | Larga Marcha 3B   | YZ-1   | Xichang              | BDS-3 M17 BDS-3 M18                       | Éxito     |
| 16  | 29-12-2018 08:00 | Larga Marcha 2D   | YZ-3   | Jiuquan              | Yunhai-2 01, 02, 03, 04, 05, 06 Hongyan-1 | Éxito     |
| 17  | 22-09-2019 21:10 | Larga Marcha 3B/E | YZ-1   | Xichang              | BDS-3 M23 BDS-3 M24                       | Éxito     |
| 18  | 23-11-2019 00:55 | Larga Marcha 3B/E | YZ-1   | Xichang              | BeiDou-3 M21 BeiDou-3 M22                 | Éxito     |